# 머큐리-P
머큐리 P는 수성을 탐사하기 위해 2031년 발사가 예정된 수성 탐사선이다. 2024년 발사되기로 계획되었으나, 포보스 그룬트가 실패하고 예산과 기술 부족 등의 여러 문제가 겹처 2030년 대로 연기되었다. 두 개의 탐사선으로 구성되며, 하나는 랜더, 하나는 오비터이다.

## 역사와 제작배경
러시아 연방 우주국은 수성을 탐사할 계획을 세웠으나, 항상 여러 가지 문제들로 흐지부지 되었다. 하지만 랜더와 오비터로 구성된 신개념 수성 탐사선 형태로 새로운 탐사선이 제안되며 연구원들은 연구를 시작했고, 예산안이 통과되어 구체적인 발사체, 발사 계획 등이 세워졌다.

## 페이로드
전체적인 장비는 베피콜롬보와 비슷하다.
MTM:추진장치로, 탐사선 추진시키는 로켓이다. 이온엔진으로, 로켓의 힘이 아닌 지구와 금성을 스윙바이해 날아가는 것이 주 목적이다. 주 목적이 추진이기 때문에 특별한 과학장비는 탑재하지 않는다.
MPO:과학장비를 이곳에 한데 모아놓은 일종의 창고다. MPO 안에는 분광계, 레이저 고도계 등이 실려있으며, 전기를 공급하는 장비도 모두 여기에 들어있다.
MMO:통신장치로, 안테나를 통해 통신한다. 통신 시 사용되는 주파수는 X 밴드다.

## 발사
2031년, 소유스-2를 통해 발사된다. 정확한 발사 장소는 공개되지 않았다.

## 지원, 개발, 투자
- 러시아 연방 우주국
- ESA